# シャーロック・ホームズ (ライ・ホー)
『シャーロック・ホームズ』（中国語: 大偵探福爾摩斯、英語: The Great Detective Sherlock Holmes）は、ライ・ホーによる児童書シリーズ。アーサー・コナン・ドイルによるシャーロック・ホームズシリーズの設定を参考にした作品で、原著である中国語版と英語訳は香港で正文社により出版されている。
イラストはユー・ユエンウォンによる。このほか、英語版第10作にあたるThe Silent Callには李少棠によるイラストが含まれる。
中国語版第1作は2010年に出版された。
2019年に香港で『シャーロック・ホームズの大追跡』としてアニメ映画化されている。

## 書誌情報
- ライ・ホー 著、三浦裕子 訳『シャーロック・ホームズの大追跡』小学館、2022年10月19日。ISBN 978-4-09-290658-7。
  - 中国語版第18作『逃獄大追捕』の日本語訳。
- ライ・ホー 著、三浦裕子 訳『続 シャーロック・ホームズの大追跡』小学館、2022年10月19日。ISBN 978-4-09-290659-4。
  - 中国語版第32作『逃獄大追捕II』の日本語訳。

## 関連文献
- 余嘉文 (31 July 2020). "《大偵探福爾摩斯》再奪「十本好讀」　作家厲河分享學好中文貼士". 香港01 (中国語（香港）).